# Николово (Русенская область)
Николово (болг. Николово) — село в Болгарии. Находится в Русенской области, входит в общину Русе. Население составляет 2 947 человек.

## Политическая ситуация
В местном кметстве Николово, в состав которого входит Николово, должность кмета (старосты) исполняет Марийка Дончева Генова (Граждане за европейское развитие Болгарии (ГЕРБ)) по результатам выборов правления кметства.
Кмет (мэр) общины Русе — Божидар Иванов Йотов (инициативный комитет) по результатам выборов в правление общины.